# Bycanistes bucinator
Bycanistes bucinator е вид птица от семейство Носорогови птици (Bucerotidae).

## Разпространение
Видът е разпространен в Ангола, Ботсвана, Бурунди, Замбия, Зимбабве, Демократична република Конго, Кения, Малави, Мозамбик, Намибия, Свазиленд, Танзания и Южна Африка.